# Manuel de Elías
Manuel de Elías   (Ciutat de Mèxic, 5 de juny de 1939) és un compositor mexicà.
Elías va rebre formació del seu pare Alfonso de Elías i Luis Herrera de la Fuente, així com de Karlheinz Stockhausen i Jean-Étienne Marie i va estudiar al Conservatori i la Universitat de Mèxic. El 1970 va ser un dels fundadors del grup de compositors de nova música, el grup Proa. El 1980 va fundar l'Orquestra Simfònica de Veracruz. Del 1984 al 1986 va ser director artístic de l'orquestra de cambra de l'Institut Nacional de Belles Arts. El 1987 es va convertir en director de l'Orquestra Simfònica de Guadalajara i el 1988 va fundar l'Orquestra Simfònica de Jalisco. De 1991 a 1993 va ser coordinador de música i òpera a l'Institut Nacional de Belles Arts. Entre d'altres coses, és membre de l'Acadèmia d'Arts.
A més d'obres de música simfònica i de cambra, també va compondre peces per a música electrònica i cinta

## Obres
- Vitral 1 per a orquestra de cambra
- Vitral 2 per a orquestra de cambra i cinta
- Vitral 3 per a orquestra
- Divertimento per a tambors
- Aforisme 1 per a un cor a cappella
- Aforisme 2 per a flauta i cinta adhesiva
- Aforisme 3 per a flauta solista
- Especulamen per a dos violins, dues violes, dos cèl·lules i contrabaix
- Moment per a gravadors, locutors, cor mixt i cordes
- Per pax per cinta
- Sonata 1 per a piano
- Sonata 2 per a piano
- Sonata 3 per a trompeta, trombó i trompa
- Sonata 4 per a orquestra